# Macarthuria
Macarthuria é um género botânico pertencente à família Molluginaceae.
1. ↑  «Macarthuria — World Flora Online». www.worldfloraonline.org. Consultado em 19 de agosto de 2020